# Achtung Baby
Achtung Baby -En españolː Atención bebé, del alemán "Cuidado"- es el séptimo álbum de estudio de la banda irlandesa de rock U2 publicado el 19 de noviembre de 1991 por Island Records. Fue producido por Daniel Lanois, Steve Lillywhite y el colaborador asiduo de la banda, Brian Eno. Se considera como la segunda obra maestra de la banda junto con The Joshua Tree. 
Molestos por las críticas recibidas por el álbum Rattle and Hum, publicado en 1988, U2 modificó su dirección musical incorporando a su sonido influencias del rock alternativo, música industrial y la música dance electrónica. Temáticamente, el álbum es más oscuro e introspectivo que sus anteriores discos. Achtung Baby y la gira Zoo TV Tour fueron el pivote central de la reinvención del grupo durante la década de los 90. El nombre Achtung Baby proviene de una línea de la película Los Productores, del año 1968, dirigida por Mel Brooks.
El disco se presentó como una reinvención para la banda, que buscaba algo nuevo para la nueva década que comenzaba, por esto buscaron un sonido más crudo y con influencias electrónicas. El resultado, un éxito en ventas y críticas que permitió que U2 siguiera con la experimentación en sus dos siguientes discos y giras. El disco ha vendido cerca de 18 millones de ejemplares. El 31 de octubre de 2011 se lanzó edición conmemorativa por el XX aniversario del disco, así como un álbum tributo, AHK-toong BAY-bi Covered.
Buscando la inspiración en la reunificación alemana, U2 comenzó la grabación de Achtung Baby en los Estudios Hansa de Berlín en octubre de 1990. Las sesiones estuvieron marcadas por serios conflictos, desde el momento en que la banda discutía sobre la nueva dirección musical hacia la que se orientaban y sobre la calidad del nuevo material. Después que las tensiones y el lento progreso estuvieran a punto de causar la ruptura del grupo, la grabación de "One" en una sesión de improvisación les llevó a querer continuar juntos. El ánimo moral y la productividad aumentó durante las siguientes sesiones en Dublín, donde el álbum fue completado en 1991.
"Achtung Baby" obtuvo el premio Grammy como "Mejor Álbum de Rock por Dúo o Grupo", mientras que Brian Eno y Daniel Lanois obtuvieron dicho premio como "Mejores Productores del Año". A su vez, el álbum llegó al puesto 1 en la lista Billboard de los Estados Unidos y al puesto 2 en el Reino Unido.
Achtung Baby es uno de los récords más exitosos de U2; recibió críticas favorables y debutó en el número uno en los Billboard 200 Top Albums de EE. UU., mientras encabezó las listas en muchos otros países. Cinco canciones fueron lanzadas como singles comerciales, todas las cuales fueron éxitos en las listas, incluyendo "One", "Mysterious Ways" y "The Fly". 
El álbum ha vendido 18 millones de copias en todo el mundo y ganó un premio Grammy en 1993 a la mejor interpretación de rock de un dúo o grupo con voz. Desde entonces, Achtung Baby ha sido aclamado por escritores y críticos de música como uno de los mejores álbumes de todos los tiempos. El disco fue reeditado en octubre de 2011 para conmemorar el 20 aniversario de su lanzamiento original.

## Trasfondo
Después de que el álbum de U2 de 1987 The Joshua Tree y el Joshua Tree Tour de apoyo les trajeron aclamación crítica y éxito comercial, su álbum y película de 1988 Rattle and Hum precipitaron una reacción crítica. Aunque el disco vendió 14 millones de copias y se desempeñó bien en las listas de música, los críticos lo despreciaron y la película, calificando la exploración de la banda de la música estadounidense temprana como "pretenciosa" y "desorientada y rimbombante". La alta exposición de U2 y su reputación de ser demasiado serios llevaron a acusaciones de grandiosidad y justicia propia.
A pesar de su popularidad comercial, el grupo estaba insatisfecho creativamente; El vocalista principal, Bono, creía que no estaban preparados musicalmente para su éxito, mientras que el baterista Larry Mullen, Jr. dijo: "Éramos los más grandes, pero no los mejores". con tocar sus mejores éxitos. U2 cree que el público entendió mal la colaboración del grupo con el músico de blues B.B. King en Rattle and Hum y el Lovetown Tour, y lo describieron como "una excursión por una calle sin salida". Bono dijo que, en retrospectiva, escuchar música negra permitió al grupo crear una obra como Achtung Baby, mientras que sus experiencias con la música popular lo ayudaron a desarrollarse como letrista. Hacia el final de la gira de Lovetown, Bono anunció en el escenario que era "el final de algo para U2", y que "tenemos que irnos y ... soñarlo todo de nuevo". Después de la gira, el grupo comenzó, lo que era en ese momento, su descanso más largo de presentaciones públicas y lanzamientos de álbumes.
Reaccionando a su propio sentido de estancamiento musical y a sus críticos, U2 buscó un nuevo terreno musical. Escribieron "God Part II" de Rattle and Hum después de darse cuenta de que habían perseguido excesivamente la nostalgia en su composición. La canción tenía una sensación más contemporánea que Bono dijo que estaba más cerca de la dirección de Achtung Baby. Otros indicios de cambio fueron dos grabaciones que hicieron en 1990: la primera fue una versión de "Night and Day" para el primer lanzamiento de Red Hot + Blue, en el que U2 utilizó ritmos de baile electrónicos y elementos de hip hop por primera vez; La segunda indicación del cambio fueron las contribuciones hechas por Bono y el guitarrista The Edge a la partitura original de la adaptación teatral de A Clockwork Orange. Gran parte del material que escribieron fue experimental y, según Bono, "preparó el terreno para Achtung Baby". Las ideas consideradas inapropiadas para la obra se dejaron de lado para el uso de la banda. Durante este período, Bono y The Edge comenzaron a escribir canciones cada vez más sin Mullen o el bajista Adam Clayton.
A mediados de 1990, Bono revisó el material que había escrito en Australia en el Lovetown Tour, y el grupo grabó demos en STS Studios en Dublín. Las demos más tarde evolucionaron a las canciones "Who's Gonna Ride Your Wild Horses", "Until the End of the World", "Even Better Than the Real Thing", y "Mysterious Ways". Después de su tiempo en STS Studios, Bono y The Edge tuvieron la tarea de continuar trabajando en letras y melodías hasta que el grupo se reuniera nuevamente. Al entrar en las sesiones del álbum, U2 quería que el disco se desviara completamente de su trabajo anterior, pero no estaban seguros de cómo lograrlo. La aparición de la escena de Madchester en el Reino Unido los dejó confundidos acerca de cómo encajarían en cualquier escena musical en particular.

## Grabación y producción
U2 contrató a Daniel Lanois y Brian Eno para producir el álbum, basado en el trabajo previo del dúo con la banda en The Unforgettable Fire y The Joshua Tree. Lanois fue el productor principal, con Mark "Flood" Ellis como ingeniero. Eno asumió un papel de asistencia, trabajando con el grupo en el estudio durante una semana a la vez para revisar sus canciones antes de irse por un mes o dos. Eno dijo que su papel era "entrar y borrar cualquier cosa que sonara demasiado a U2". Al distanciarse del trabajo, creía que le daba a la banda una nueva perspectiva sobre su material cada vez que se unía a ellos. Como él explicó, "deliberadamente no escucharía las cosas entre visitas, para poder pasar frío". Como U2 quería que el disco fuera más duro y sonara en vivo, Lanois "presionó el aspecto de la actuación muy duro, a menudo hasta el punto de la imprudencia". El equipo de Lanois-Eno utilizó el pensamiento lateral y un enfoque filosófico, popularizado por las Estrategias oblicuas de Eno, que contrastaba con el estilo directo y retro del productor de Rattle and Hum, Jimmy Iovine.

### Sesiones de Berlín
La banda creía que "domesticidad como el enemigo del rock 'n' roll" y que para trabajar en el álbum, tenían que retirarse de sus rutinas normales orientadas a la familia. Con el surgimiento de una "Nueva Europa" al final de la Guerra Fría, eligieron Berlín, en el centro del continente de reunión, como fuente de inspiración para una estética musical más europea. Eligieron grabar en Hansa Studios en Berlín Occidental, cerca del recientemente derribado Muro de Berlín. Se hicieron varios discos aclamados en Hansa, incluidos dos de la "Berlin Trilogy" de David Bowie con Eno y The Idiot de Iggy Pop. U2 llegó el 3 de octubre de 1990 en el último vuelo a Berlín Oriental en vísperas de la reunificación alemana. Mientras buscaban celebraciones públicas, por error terminaron uniéndose a una protesta anti-unificación de los comunistas. Esperando inspirarse en Berlín, U2 descubrió que la ciudad era deprimente y sombría. El colapso del Muro de Berlín había provocado un estado de malestar en Alemania. La banda encontró que su hotel de Berlín Oriental era pésimo y el invierno inhóspito, mientras que la ubicación de Hansa Studios en un salón de baile de las SS se sumó a la "mala vibra". Para complicar las cosas, los estudios habían sido descuidados durante años, lo que obligó a Eno y Lanois a importar equipos de grabación.
La moral empeoró una vez que comenzaron las sesiones, ya que la banda trabajó largos días pero no pudo ponerse de acuerdo sobre una dirección musical. The Edge había estado escuchando música electrónica de baile y bandas industriales como Einstürzende Neubauten, Nine Inch Nails, The Young Gods y KMFDM. Él y Bono abogaron por nuevas direcciones musicales a lo largo de estas líneas. En contraste, Mullen escuchaba actos de rock clásico como Blind Faith, Cream y Jimi Hendrix, y estaba aprendiendo a "tocar el ritmo". Al igual que Clayton, se sentía más cómodo con un sonido similar al trabajo anterior de U2 y era resistente a las innovaciones propuestas. Además, el interés del Edge en las mezclas de clubes de baile y las cajas de ritmos hizo que Mullen sintiera que sus contribuciones como baterista estaban disminuyendo. Lanois esperaba el "U2 textural, emocional y cinematográfico" de The Unforgettable Fire y The Joshua Tree, y no entendía el "tipo de cosas desechables y de mala calidad" en las que Bono y The Edge estaban trabajando. Para agravar las divisiones entre los dos campos hubo un cambio en la relación de composición de canciones de larga data de la banda; Bono y The Edge estaban trabajando más estrechamente juntos, escribiendo material aislado del resto del grupo.
U2 descubrió que no estaban preparados ni bien ensayados, y que sus ideas no evolucionaban hacia canciones completas. El grupo no pudo llegar a un consenso durante sus desacuerdos y sintió que no estaban progresando. Bono y Lanois, en particular, tuvieron una discusión que casi explotó durante la escritura de "Mysterious Ways". Durante una sesión tensa, Clayton se quitó el bajo y se lo tendió a Bono, diciendo: "Me dices qué tocar y yo lo tocaré. ¿Quieres tocarlo tú mismo? Adelante". Con un sentido de no ir a ninguna parte, la banda consideró separarse. Eno los visitó durante unos días, y al comprender sus intentos de deconstruir la banda, les aseguró que su progreso era mejor de lo que pensaban. Al agregar efectos y sonidos inusuales, demostró que la búsqueda de Edge por un nuevo territorio sonoro no era incompatible con el "deseo de Mullen y Lanois de aferrarse a estructuras sólidas de canciones". Finalmente, se logró un gran avance con la escritura de la canción "One". Mientras trabajaba en "Sick Puppy", una versión temprana de "Mysterious Ways", The Edge tocó dos progresiones de acordes separadas secuencialmente en la guitarra para alentar a Lanois, y buscando inspiración, el grupo improvisó rápidamente una nueva canción que se convirtió en "One". Brindó consuelo y validó su antiguo "enfoque de página en blanco" para escribir y grabar juntos.
U2 regresó a Dublín para Navidad, donde discutieron su futuro juntos y todos volvieron a comprometerse con el grupo. Al escuchar las cintas, acordaron que su material sonaba mejor de lo que originalmente pensaban. Regresaron brevemente a Berlín en enero de 1991 para terminar su trabajo en Hansa. Al reflexionar sobre su tiempo en Berlín, Clayton llamó a las sesiones un "bautismo de fuego" y dijo: "Era algo por lo que teníamos que pasar para darnos cuenta de que lo que estábamos tratando de alcanzar no era algo que pudieran encontrar físicamente, fuera de nosotros mismos, en otra ciudad, que no había magia y que realmente teníamos que poner el trabajo y resolver las ideas y perfeccionarlas ". Aunque solo se entregaron dos canciones durante sus dos meses en Berlín, The Edge dijo que, en retrospectiva, trabajar allí había sido más productivo e inspirador de lo que el resultado había sugerido. La banda había sido retirada de un entorno familiar, proporcionando lo que describieron como una cierta "textura y ubicación cinematográfica", y muchas de sus ideas incompletas serían revisadas en las sesiones subsiguientes de Dublín con éxito.

### Sesiones de Dublín
En febrero de 1991, U2 trasladó las sesiones de grabación del álbum a la mansión costera Elsinore en el suburbio de Dalkey en Dublín, alquilando la casa por £ 10,000 por mes. La banda apodó a la casa "Dog Town" por la "pegajosidad" de sus perreras exteriores, y la ubicación fue acreditada como tal en las notas del álbum. La estrategia de Lanois para grabar en casas, mansiones o castillos fue algo que él creía que trajo atmósfera a las grabaciones. La compañía de servicios de audio de Dublín Big Bear Sound instaló un estudio de grabación en la casa, con la sala de grabación en un garaje convertido en diagonal debajo de la sala de control. Se utilizaron cámaras de video y monitores de TV para monitorear y comunicarse entre los espacios. Con Elsinore ubicado a poca distancia de las casas de Bono y The Edge, las sesiones fueron más relajadas y productivas. La banda luchó con una canción en particular, luego lanzada como "Lady With the Spinning Head" del lado B, pero tres pistas separadas, "The Fly", "Ultraviolet (Light My Way)" y "Zoo Station", se derivaron de él. Durante la escritura de "The Fly", Bono creó una persona basada en un par de gafas de sol negras de gran tamaño que usó para aligerar el ambiente en el estudio. El personaje, también llamado "The Fly", se convirtió en un ególatra vestido de cuero destinado a parodiar el estrellato del rock. Bono asumió este alter ego para las apariciones públicas posteriores de la banda y presentaciones en vivo en el Zoo TV Tour.
En abril, las cintas de las sesiones anteriores de Berlín fueron robadas después de que la banda supuestamente los dejó en una habitación de hotel, y posteriormente se filtraron antes de que se terminara el álbum. Las demos de las cintas fueron contrabalanceadas en una colección de tres discos llamada "Salome - The [Axtung Beibi] Outtakes", llamada así por una canción que se destacó en la colección pero que no hizo el corte final del álbum. El lanzamiento se considera el bootleg más famoso del material U2. Bono descartó las demostraciones filtradas como "gobbledygook", y The Edge comparó la situación con "ser violado". La filtración sacudió la confianza de U2 y agrió su estado de ánimo colectivo durante algunas semanas.
Los horarios de personal llevaron a la banda a tener un excedente de ingenieros en un punto, y como resultado, dividieron la grabación entre Elsinore y el estudio de la casa de Edge para aumentar la productividad. El ingeniero Robbie Adams dijo que el enfoque elevaba la moral y los niveles de actividad: "Siempre había algo diferente para escuchar, siempre sucedía algo emocionante". Para grabar todo el material de la banda y probar diferentes arreglos, los ingenieros utilizaron una técnica que llamaron "engorde", que les permitió lograr más de 48 pistas de audio mediante el uso de una grabación analógica de 24 pistas, una máquina DAT y un sincronizador. El enfoque en capturar el material de la banda y alentar las mejores actuaciones significó que se prestó poca atención a la lucha contra el derrame de audio. En el número 14 de la revista de fanes Propaganda de U2, Lanois dijo que creía que algunas de las canciones en progreso se convertirían en éxitos mundiales, a pesar de que las letras y las voces no estaban terminadas.
Durante las sesiones de Dublín, a Eno se le enviaron cintas de los dos meses anteriores de trabajo, a las que llamó un "desastre total". Al unirse a U2 en el estudio, eliminó lo que pensó que era una sobregrabación excesiva. El grupo cree que su intervención salvó el álbum. Eno teorizó que la banda estaba demasiado cerca de su música, explicando, "si conoces una pieza de música terriblemente bien y la mezcla cambia y el bajo se vuelve muy silencioso, aún escuchas el bajo. Estás tan acostumbrado a que sea allí que compense y rehaga en su mente ". Eno también los ayudó a superar un punto crítico un mes antes de la fecha límite de grabación; Recordó que "todo parecía un desastre" e insistió en que la banda se tomara unas vacaciones de dos semanas. La ruptura les dio una perspectiva más clara y agregó decisión.
Después de que el trabajo en Elsinore terminó en julio, las sesiones se trasladaron a Windmill Lane Studios donde Eno, Flood, Lanois y el anterior productor de U2 Steve Lillywhite mezclaron las pistas. Cada productor creó sus propias mezclas de las canciones, y la banda eligió la versión que preferían o solicitó que se combinaran ciertos aspectos de cada una. La grabación y la mezcla adicionales continuaron a un ritmo frenético hasta la fecha límite del 21 de septiembre, incluidos los cambios de último minuto a "The Fly", "One" y "Mysterious Ways". The Edge estimó que la mitad del trabajo de las sesiones se realizó en las últimas tres semanas para finalizar las canciones. La última noche la pasó ideando un orden de marcha para el registro. Al día siguiente, The Edge viajó a Los Ángeles con las cintas del álbum para masterizar.

## Composición

### Música
A U2 se le atribuye la composición de la música para todas las pistas de Achtung Baby, a pesar de los períodos de composición de canciones separadas. Escribieron la música principalmente a través de sesiones improvisadas, una práctica común para ellos. El álbum representa una desviación del sonido de su trabajo pasado; las canciones son menos himnicas por naturaleza, y su estilo musical demuestra una estética más europea, introduciendo influencias del rock alternativo, música industrial, y música electrónica de baile. La banda se refirió a la partida musical del álbum como "el sonido de cuatro hombres cortando The Joshua Tree". En consecuencia, la introducción distorsionada de la canción de apertura "Zoo Station" tenía la intención de hacer que los oyentes pensaran que el disco estaba roto o por error no era el nuevo álbum de U2. La autora Susan Fast dijo que con el uso de la tecnología por parte del grupo en la apertura de la canción, "no puede haber ningún error en que U2 haya adoptado recursos de sonido nuevos para ellos".
Para el álbum, The Edge a menudo evitó su enfoque normalmente minimalista para tocar la guitarra y su característico sonido de timbre, pesado y demorado, a favor de un estilo que incorporase más solos, disonancia y retroalimentación. Las influencias industriales y los efectos de guitarra, particularmente la distorsión, contribuyeron a un estilo "metálico" y "texturas más duras". El periodista musical Bill Wyman dijo que la guitarra de The Edge en la canción de cierre "Love Is Blindness" sonaba como un "ejercicio de dentista". The Edge logró avances en la escritura de canciones como "Even Better Than the Real Thing" y "Mysterious Ways" jugando con varios pedales de efectos.
La sección de ritmo es más pronunciada en la mezcla de Achtung Baby: y los ritmos de baile electrónicos inspirados en el hip hop aparecen en muchas de las pistas del álbum, principalmente "The Fly". Elysa Gardner de Rolling Stone comparó la combinación de ritmos de baile en mezclas de guitarra pesada con canciones de las bandas británicas Happy Mondays y Jesus Jones. "Mysterious Ways" combina un riff de guitarra funky con un ritmo bailable cargado de conga, por lo que Bono llamó "U2 en nuestro momento más funky ... Sly and The Family Stone se encuentra con Madchester baggy". En medio de capas distorsionadas Las guitarras, "The Fly" y "Zoo Station" presentan percusión de influencia industrial el timbre de la batería de Mullen exhibe un "sonido frío y procesado, algo así como golpear una lata", según autor Albin Zak.
Mientras que Bono exhibió una entrega vocal de garganta completa en los lanzamientos anteriores del grupo, para Achtung Baby extendió su rango a un registro inferior y usó lo que Fast describió como "colores suaves y suaves". En muchas pistas, incluyendo "The Fly" y "Zoo Station", cantó como personaje, una técnica utilizada es lo que Fast llamó "doble voz", en la que las voces se duplican pero se cantan en dos octavas diferentes. Esta diferenciación de octava a veces se hacía con voces simultáneamente, mientras que otras veces distingue las voces entre los versos y los coros. Según Fast, la técnica introduce "una idea lírica contrastante y un carácter vocal para transmitirla", lo que lleva a interpretaciones tanto literales como irónicas de la voz de Bono. Para varias pistas, su voz fue tratada con procesamiento. Estas técnicas se utilizaron para darle a su voz una sensación emocional diferente y distinguirla de sus voces pasadas.

### Letras
Como suele ser el caso en los álbumes de U2, Bono es acreditado como el único letrista. A diferencia de los registros anteriores de U2, cuyas letras estaban cargadas política y socialmente, Achtung Baby es más personal e introspectivo, examinando el amor, la sexualidad, la espiritualidad, la fe y la traición. Las letras son de un tono más oscuro, que describen relaciones personales problemáticas y exudan sentimientos de confusión, soledad e insuficiencia. Un elemento central de estos temas fue la separación de Edge de su esposa (la madre de sus tres hijos), que ocurrió a la mitad de la grabación del álbum. El dolor no solo lo enfocó en el registro y lo llevó a abogar por temas más personales, sino que también afectó las contribuciones líricas de Bono. Bono encontró inspiración en su propia vida personal, citando los nacimientos de sus dos hijas en 1989 y 1991 como las principales influencias. Esto se refleja en "Zoo Station", que abre el álbum como una declaración de intenciones con letras que sugieren nuevas anticipaciones y apetitos.
De la naturaleza personal del álbum, Bono dijo que había mucha "sangre y agallas" en él. Sus letras de la balada "One" se inspiraron en las difíciles relaciones de los miembros de la banda y la reunificación alemana. The Edge describió la canción en un nivel como una "conversación amarga, retorcida y vitriólica entre dos personas que han pasado por cosas desagradables y pesadas". Del mismo modo, "Ultraviolet (Light My Way)" describe una relación tensa e inquietud por las obligaciones, y en "Acrobat", Bono canta sobre debilidad, hipocresía e insuficiencia. Las canciones de la antorcha de Roy Orbison, Scott Walker y Jacques Brel fueron las principales influencias, evidenciadas por temas como: "Who's Gonna Ride Your Wild Horses", una descripción del argumento de una pareja; "So Cruel", sobre amor no correspondido, obsesión y posesividad; y el tema final, "Love Is Blindness", un relato sombrío de un romance fallido.
El biógrafo de U2, Bill Flanagan, acredita la costumbre de Bono de mantener sus letras "en constante cambio hasta el último minuto" con el proporcionar una coherencia narrativa al álbum. Flanagan interpretó a Achtung Baby como el uso de la luna como metáfora de una mujer morena que seduce al cantante lejos de su amor virtuoso, el sol; se ve tentado a alejarse de la vida doméstica por una emocionante vida nocturna y prueba hasta dónde puede llegar antes de regresar a casa. Para Flanagan, "Tryin 'to Throw Your Arms Around the World" en el último tercio del álbum describe al personaje tropezando en casa en estado de embriaguez, y las últimas tres canciones: "Ultraviolet (Light My Way)", "Acrobat" y " El amor es ceguera ": se trata de cómo la pareja lidia con el sufrimiento que se han impuesto mutuamente.
A pesar de los temas más oscuros del disco, muchas letras son más frívolas y sexuales que las del trabajo anterior de la banda. Esto refleja la visita del grupo a algunos de los personajes dadaístas y travesuras escénicas con las que incursionaron a fines de la década de 1970 cuando eran adolescentes, pero abandonaron por temas más literales en la década de 1980. materialismo, examinaron y coquetearon con este valor en el álbum y en el Zoo TV Tour. El título y la letra de "Even Better Than the Real Thing" son "un reflejo de los tiempos en que [la banda] vivía, cuando la gente ya no buscaba la verdad, [todos] buscaban una gratificación instantánea". "Trashy" y "desechable" estuvieron entre las palabras de moda de la banda durante la grabación, lo que llevó a muchas pistas en esta línea. El coro de "Ultraviolet (Light My Way)" presenta el cliché lírico pop "baby, baby, baby", yuxtapuesto a las letras oscuras en los versos. Bono escribió la letra de "The Fly" en el personaje del personaje epónimo de la canción al componer una secuencia de aforismos. Llamó a la canción "como una llamada del infierno ... pero [a la persona que llama] le gusta allí".
Las imágenes religiosas están presentes en todo el registro. "Until the End of the World" es una conversación imaginada entre Jesucristo y su traidor, Judas Iscariote. En "Acrobat", Bono canta sobre sentimientos de alienación espiritual en la línea "partiría el pan y el vino / si hubiera una iglesia en la que pudiera recibir". En muchos temas, las letras de Bono sobre mujeres tienen connotaciones religiosas, describiéndolas como espíritus, vida, luz e ídolos para ser adorados. Las interpretaciones religiosas del álbum son el tema del libro Meditaciones sobre el amor en la sombra de la caída de la serie 33⅓.

## Packaging y título
La obra de arte de la manga para Achtung Baby fue diseñada por Steve Averill, quien había creado la mayoría de las portadas de los álbumes de U2, junto con Shaughn McGrath. Paralelamente al cambio de dirección musical de la banda, Averill y McGrath idearon conceptos de manga que usaban múltiples imágenes en color para contrastar con la seriedad de las imágenes individuales, en su mayoría monocromáticas de las fundas de álbumes anteriores de U2. Los bocetos y diseños en bruto se crearon temprano durante las sesiones de grabación, y algunos diseños experimentales se concibieron para parecerse mucho, como lo expresó Averill, "mangas orientadas a la música dance. Simplemente las hicimos para mostrar cuán extremos podíamos ir y luego todos volvieron a niveles con los que estaban contentos. Pero si no hubiéramos ido a estos extremos, tal vez no hubiera sido la tapadera que es ahora ".
Una sesión de fotos inicial con el fotógrafo de la banda Anton Corbijn se realizó cerca del hotel U2 en Berlín a fines de 1990. La mayoría de las fotos eran en blanco y negro, y el grupo sintió que no eran indicativas del espíritu del nuevo álbum. Volvieron a poner en servicio a Corbijn para una sesión fotográfica adicional de dos semanas en Tenerife en febrero de 1991 para lo cual se vistieron y se mezclaron con las multitudes del Carnaval anual de Santa Cruz de Tenerife, presentando un lado más juguetón de ellos mismos. Fue durante el tiempo del grupo en Tenerife y durante una sesión de cuatro días en Marruecos en julio que fueron fotografiados. En junio se tomaron fotos adicionales en Dublín, incluida una foto de un Clayton desnudo. Las imágenes tenían la intención de confundir las expectativas de U2, y su color completo contrastaba con las imágenes monocromáticas en mangas pasadas.
Se consideraron varias fotografías como candidatas para una sola imagen de portada, incluidas las tomas de: una vaca en una granja irlandesa en el condado de Kildare; el desnudo Clayton; y la banda que conducía un Trabant, un automóvil de Alemania del Este que les gustaba como símbolo de una Europa cambiante. En última instancia, se utilizó un esquema de imágenes múltiples, ya que U2, Corbijn, Averill y los productores pensaron que "la sensación de flujo expresada tanto por la música como por la interpretación de la banda con alter egos se articulaba mejor por la falta de un único punto de vista". La manga frontal resultante es un montaje cuadrado de 4 × 4. Se utilizó una mezcla de las imágenes originales de Corbijn de Berlín y las sesiones de fotos posteriores, ya que la banda quería equilibrar la "sensación europea más fría de las imágenes de Berlín, principalmente en blanco y negro, con los climas exóticos mucho más cálidos de Santa Cruz y Marruecos". Algunas fotografías se usaron porque atacaban por sí mismas, mientras que otras se usaron debido a su ambigüedad. Las imágenes de la banda con Trabants, varias de las cuales fueron pintadas de colores brillantes, aparecen en la manga y en todo el folleto del álbum. Estos vehículos se incorporaron posteriormente al diseño del set Zoo TV Tour como parte del sistema de iluminación. La foto desnuda de Clayton se colocó en la portada posterior del disco. En los discos compactos y las fundas de casete de EE. UU., Los genitales de Clayton están censurados con una "X" negra o un trébol de cuatro hojas, mientras que las ediciones de vinilo muestran la foto sin censura. La etiqueta del CD físico y el disco de vinilo presenta una imagen de una "carita de bebé" grafititizada por el artista Charlie Whisker en una pared externa de Windmill Lane Studios. La imagen de babyface se adoptó más tarde como un logotipo para los recuerdos del Zoo TV Tour y se incorporó a la portada del álbum de Zooropa. En 2003, la red de televisión musical VH1 clasificó la manga de Achtung Baby en el número 39 en su lista de las "50 mejores portadas de álbumes". Bono ha llamado a la manga su portada favorita de U2.
La palabra alemana "Achtung" (IPA: [ˈaxtʊŋ]) en el título del álbum se traduce al inglés como "atención" o "cuidado". El ingeniero de sonido de U2, Joe O'Herlihy, usó la frase "achtung baby" durante la grabación, supuestamente la tomó de la película de Mel Brooks The Producers. El título fue seleccionado en agosto de 1991 cerca del final de las sesiones del álbum. Según Bono, era un título ideal, ya que llamaba la atención, hacía referencia a Alemania e insinuaba romance o nacimiento, los cuales fueron temas en el álbum. La banda estaba decidida a no resaltar la seriedad de la letra y en su lugar buscó "erigir una máscara" con el título, un concepto que se desarrolló aún más en el Zoo TV Tour, particularmente a través de los personajes de Bono como "The Fly". Sobre el título, dijo en 1992, "Es una estafa, en cierto modo. Lo llamamos Achtung Baby, sonriendo en toda la fotografía. Pero es probablemente el disco más pesado que hayamos hecho ... Te dice mucho sobre el empaque, porque la prensa nos habría matado si lo hubiéramos llamado de otra manera ".
U2 consideró varios otros títulos para el álbum, incluyendo Man (en contraste con el debut del grupo, Boy), 69, Zoo Station y Adam, el último de los cuales habría sido emparejado con la foto desnuda de Clayton. Otros títulos en consideración incluyen Fear of Women y Cruise Down Main Street, este último una referencia al récord de los Rolling Stones Exile en Main St. y los misiles de crucero lanzados en Bagdad durante la Guerra del Golfo. La mayoría de los títulos propuestos fueron rechazados por la creencia de que las personas los verían pretenciosos y "otra Gran Declaración de U2".

## Lanzamiento y promoción
Ya en diciembre de 1990, la prensa musical informó que U2 estaría grabando un álbum orientado al baile y que se lanzaría a mediados de 1991. En agosto de 1991, los artistas de collage de sonido Negativland lanzaron un EP titulado U2 que parodiaba la canción de U2 "I Still Haven't Found What I'm Looking For". Island Records se opuso al lanzamiento, creyendo que los consumidores confundirían al EP por un nuevo disco U2. Island demandó con éxito por infracción de derechos de autor, pero fueron criticados en la prensa musical, al igual que U2, aunque no estuvieron involucrados en el litigio. Stephen Dalton, de Uncut, cree que los titulares negativos fueron atenuados por el éxito del primer sencillo de Achtung Baby, "The Fly", lanzado el 21 de octubre de 1991 un mes antes del álbum. No sonando como el estilo típico de U2, fue seleccionado como el sencillo principal para anunciar la nueva dirección musical del grupo. Se convirtió en su segunda canción en encabezar la lista de singles del Reino Unido, mientras alcanzaba el número uno en las listas de singles en Irlanda y Australia. El sencillo tuvo menos éxito en los Estados Unidos, llegando al número 61 en el Billboard Hot 100.
Island Records y U2 se negaron a hacer copias anticipadas del álbum disponibles para la prensa hasta solo unos días antes de la fecha de lanzamiento, prefiriendo que los fanáticos escuchen el disco antes de leer las críticas. La decisión se produjo en medio de rumores de tensiones dentro de la banda, y el periodista David Browne la comparó con la práctica de Hollywood de retener copias previas al lanzamiento de películas de los revisores cada vez que reciben una mala comunicación boca a boca. Achtung Baby fue lanzado el 18 de noviembre de 1991 en el Reino Unido y el 19 de noviembre en los Estados Unidos en discos compactos, casetes de cinta y discos de vinilo, con un envío inicial de más de 1,4 millones de copias en los Estados Unidos. El álbum fue el primer lanzamiento de un acto importante en utilizar dos paquetes llamados "ecológicos": el Digipak de cartón y la caja de joya envuelta en plástico sin el accesorio de cartón de caja larga. Island alentó a las tiendas de discos a pedir el empaque de la caja de joyas ofreciendo un descuento del cuatro por ciento.
Achtung Baby fue el primer álbum de U2 en tres años y el primero con material completamente nuevo en más de cuatro años. El grupo mantuvo un perfil bajo después del lanzamiento del disco, evitando entrevistas y permitiendo a los críticos y al público hacer sus propias evaluaciones. En lugar de participar en un artículo con la revista Rolling Stone, U2 le pidió a Eno que escribiera uno para ellos. El plan de marketing para el álbum se centró en promociones minoristas y de prensa. Además de la producción de anuncios de televisión y radio, se distribuyeron carteles con las 16 imágenes de la funda en las tiendas de discos y en periódicos alternativos de las principales ciudades. En comparación con el gran despliegue publicitario de otros lanzamientos de fin de año de 1991, el marketing de Achtung Baby fue relativamente discreto, como explicó Andy Allen, gerente general de la isla: "U2 no saldrá con ese tipo de fanfarria en términos de medios externos. Sentimos que el la base de fans en sí misma crea ese tipo de emoción ".
"Mysterious Ways" fue lanzado como el segundo sencillo cinco días después del lanzamiento de Achtung Baby. En las listas de Billboard de EE. UU., La canción encabezó las listas Modern Rock Tracks y Album Rock Tracks, y alcanzó el número nueve en el Hot 100. En otros lugares, alcanzó el número uno en Canadá y el número tres en Australia. Además del éxito de los dos primeros sencillos, el álbum tuvo un buen desempeño comercial; en los Estados Unidos, Achtung Baby debutó en el número uno en los Billboard 200 Top Albums el 7 de diciembre de 1991, vendiendo 295,000 copias en su primera semana. El álbum cayó al número tres la semana siguiente, pero pasó sus primeras 13 semanas en la lista dentro de los diez primeros. En total, pasó 101 semanas en los Billboard 200 Top Albums. El 21 de enero de 1992, la Asociación de la Industria de Grabación de América (RIAA) lo certificó con doble platino. Achtung Baby alcanzó el número dos en la lista de álbumes del Reino Unido, pasando 92 semanas en la lista. En otras regiones, superó el RPM 100 en Canadá, la lista de álbumes ARIA en Australia y los 40 álbumes principales de RIANZ en Nueva Zelanda. El registro vendió siete millones de copias en sus primeros tres meses a la venta.
Se lanzaron tres singles comerciales adicionales en 1992. "One", lanzado en marzo al comienzo del Zoo TV Tour, alcanzó el número siete en el Reino Unido y el número diez en las listas de los Estados Unidos. Al igual que su predecesor, encabezó la lista Modern Rock Tracks, y las listas de singles en Canadá e Irlanda. Desde entonces, la canción se ha convertido en una de las mejores de todos los tiempos, ocupando un lugar destacado en las listas de muchos críticos. El cuarto sencillo de Achtung Baby, "Even Better Than the Real Thing", fue lanzado en junio. La versión del álbum de la canción alcanzó el número 12 en la lista de singles del Reino Unido, mientras alcanzaba el número uno en la lista de pistas de rock de álbumes de Estados Unidos. Un remix "Perfecto" de la canción del DJ Paul Oakenfold funcionó mejor en el Reino Unido que la versión del álbum, llegando al número ocho. "Who's Gonna Ride Your Wild Horses" siguió en agosto de 1992 como el quinto y último sencillo. Alcanzó su punto máximo en el número 14 en la lista de singles del Reino Unido, y en el número dos en la lista de pistas de rock de álbumes de Estados Unidos. Los cinco singles comerciales se ubicaron entre los 20 primeros en Irlanda, Australia, Canadá, y Reino Unido. También se lanzaron singles promocionales para "Until the End of the World", "Salomé", y "Zoo Station". A finales de 1992, Achtung Baby había vendido 10 millones de copias en todo el mundo.
En octubre de 1992, U2 lanzó Achtung Baby: The Videos, the Cameos, and Whole Lot of Interference de Zoo TV, una compilación de VHS y LaserDisc de nueve videos musicales del álbum. Con una duración de 65 minutos, fue producido por Ned O'Hanlon y lanzado por Island y PolyGram. Incluyó tres videos musicales cada uno para "One" y "Even Better than the Real Thing", junto con videos para "The Fly", "Mysterious Ways" y "Until the End of the World". Intercalados entre los videos musicales había clips de la llamada "interferencia", que comprende material documental, clips de medios y otros videos similares a los que se exhibieron en los conciertos del Zoo TV Tour. El lanzamiento fue certificado platino en los Estados Unidos, y oro en Canadá.

### Achtung Baby: The Videos, the Cameos, and a Whole Lot of Interference from Zoo TVlistado de pistas
| N.º | Título                                        | Director                 | Duración |
| --- | --------------------------------------------- | ------------------------ | -------- |
| 1   | "Interference"                                | Maurice Linnane          |          |
| 2   | "Even Better Than the Real Thing"             | Kevin Godley             | 3:41     |
| 3   | "Interference"                                | Linnane                  |          |
| 4   | "Mysterious Ways"                             | Stéphane Sednaoui        | 4:02     |
| 5   | "One" (version 1)                             | Anton Corbijn            | 4:34     |
| 6   | "The Fly"                                     | Ritchie Smyth, Jon Klein | 4:52     |
| 7   | "Interference"                                | Linnane                  |          |
| 8   | "Even Better Than the Real Thing" (dance mix) | Smyth                    | 4:35     |
| 9   | "One" (version 2)                             | Mark Pellington          | 4:34     |
| 10  | "Even Better Than the Real Thing"             | Armando Gallo, Kampah    | 3:45     |
| 11  | "One" (version 3)                             | Phil Joanou              | 4:34     |
| 12  | "Until the End of the World"                  | Smyth                    | 4:38     |
|     |                                               | Duración total:          | 65:01    |

## Recepción
Achtung Baby originalmente recibió elogios de la crítica. Elysa Gardner, de Rolling Stone, dijo que U2 había "demostrado que la misma inclinación por los gestos épicos musicales y verbales que lleva a muchos artistas a la auto-parodia puede, en manos más inspiradas, alimentar el fuego inolvidable que define el gran rock & roll". La crítica dice que el álbum, al igual que su predecesor Rattle and Hum, fue un intento de la banda de "ampliar su paleta musical, pero esta vez sus ambiciones se hacen realidad". Bill Wyman de Entertainment Weekly lo calificó como un "regreso prístino y sorprendentemente sin pretensiones de una de las bandas más impresionantes del mundo". Steve Morse, de The Boston Globe, se hizo eco de estos sentimientos, afirmando que el álbum "no solo revitaliza su sonido, sino que deja caer cualquier fariseísmo. Las canciones se centran en las relaciones personales, no en salvar el mundo". Morse elogió el álbum " efectos de sonido de tintineo y torsión de perilla "y la" guitarra metálica y que rompe la cabeza "del Edge. En Los Angeles Times, Robert Hilburn declaró, "las texturas artísticas y de guitarra están entre las más seguras y vigorosas de la banda". Dijo que el álbum es difícil para los oyentes debido a la naturaleza oscura e introspectiva de las canciones, que contrasta con las canciones inspiradoras del grupo del pasado. Parry Gettelmen, del Orlando Sentinel, dijo que Achtung Baby "muestra que U2 todavía tiene el poder de sorprender", destacando la calidez de la voz de Bono, las imágenes de sus letras y los productores por ayudar al Edge a "lograr un sonido espacioso sin volverse himno". . Elogió la transformación musical de la banda y dijo: "U2 demuestra ser mucho más experto en el baile de trance que las Happy Roses o Stone Carpets u otras bandas de corte de pelo indistinguibles". Jon Pareles de The New York Times elogió el récord no solo por presentar "arreglos ruidosos y vertiginosos", sino también por la capacidad del grupo para "mantener sus habilidades pop". La revisión concluyó: "Despojado y desafiando sus viejas fórmulas, U2 se ha dado una oportunidad de lucha para la década de 1990".
Mat Snow, de Q, llamó al Achtung Baby "álbum más pesado hasta la fecha de U2. Y el mejor". Snow elogió a la banda y su equipo de producción por hacer "música de drama, profundidad, intensidad y, créalo, funkiness". Adam Sweeting de The Guardian dijo que con el álbum, U2 "desarrolló un ruido crudo, semi-industrial, sin embargo, [sic] para filtrar melodías fuertes y ritmos de funk-rock". Elogió al grupo por mejorar su composición e incorporar el "humor negro" en temas líricos más oscuros. Llamó al álbum un "gran logro" en el seguimiento de un disco exitoso, respondiendo a las influencias musicales emergentes y expandiendo el sonido de la banda sin dejar de complacer a los fanáticos existentes. Greg Kot, del Chicago Tribune, sintió que el disco "muestra a la banda con una luz más severa: perturbando, en lugar de cumplir, las expectativas". Elogió la producción de Lanois y dijo que debido a la guitarra de Edge, "U2 suena más punk que desde su debut en 1980, Boy". Kot concluyó su reseña llamando al álbum "una magnífica búsqueda de la trascendencia que hizo que sus defectos fueran aún más conmovedores". Niall Stokes de Hot Press encontró que el álbum era paradójico, calificándolo como el disco más sombrío de U2 mientras contenía "sus singles más obvios" y diciendo: "Suena menos como el U2 que conocemos que cualquier otra cosa que hayan hecho antes y, sin embargo, es inconfundible. ellos". Él escribió: "Ostensiblemente decadente, sensual y oscuro, es un registro de, y para, estos tiempos". El New Zealand Herald lo encontró "bastante bueno" y su sonido "tenue, estrictamente controlado, [y] introvertido ". Sin embargo, dijo que demasiados "momentos pesimistas en los que las canciones parecen no ir a ninguna parte" impidieron que se tratara de un "asunto verdaderamente maravilloso". En Spin, Jim Greer fue más crítico con el álbum, calificándolo de "fracaso ambicioso"; la revisión acogió con satisfacción su experimentación pero juzgó que cuando el grupo "se aleja del territorio familiar, los resultados son impredecibles". El crítico de Village Voice, Robert Christgau, lo calificó como un fracaso, lo que indica un mal álbum que no merece una revisión.
El éxito de Achtung Baby y el Zoo TV Tour restableció a U2 como uno de los actos musicales más populares y aclamados por la crítica del mundo. El grupo casi arrasó con las encuestas de los lectores de fin de año de Rolling Stone en 1992, ganando honores por "Mejor sencillo" ("One"), "Artista del año", "Mejor álbum", "Mejor compositor" (Bono), " Mejor portada de álbum "y" Regreso del año ", entre otros. Los críticos de varios periódicos, como The Washington Post, The Boston Globe, y Chicago Sun-Times, clasificaron el álbum entre los mejores del año. El álbum ocupó el cuarto lugar en la lista de "Mejores álbumes" de la encuesta de críticos de Pazz & Jop de The Village Voice en 1991. En la 35a. Entrega Anual de los Premios Grammy, Achtung Baby ganó el premio a la Mejor Actuación de Rock de un Dúo o Grupo con Vocal, y le valió a Lanois y Eno el premio al Productor del Año (No Clásico). El disco también fue nominado para el Premio Grammy por Álbum del Año, y fue preseleccionado para el Premio Mercury Music 1992.

## Zoo TV Tour
Tras el lanzamiento de Achtung Baby, U2 organizó una gira mundial de conciertos, titulada Zoo TV Tour. Al igual que Achtung Baby, la gira tenía la intención de desviarse del pasado de la banda. En contraste con las configuraciones austeras de los escenarios de las giras anteriores de U2, Zoo TV fue un evento multimedia elaborado por etapas. Satirizó la televisión y la sobreestimulación del público al intentar inculcar "sobrecarga sensorial" en su audiencia. El escenario presentó grandes pantallas de video que mostraban efectos visuales, videoclips aleatorios de la cultura pop y frases de texto intermitentes. En los shows se incorporaron enlaces satelitales en vivo, navegación por canales, llamadas inestables y confesionarios de video.
Mientras que el grupo era conocido por su actuación en vivo en la década de 1980, sus actuaciones en Zoo TV fueron intencionalmente irónicas y autocríticas; en el escenario, Bono retrató a varios personajes que él concibió, incluyendo "The Fly", "Mirror Ball Man" y "MacPhisto". La mayoría de las canciones del álbum se tocaron en cada show, y las listas de canciones comenzaron con hasta ocho canciones consecutivas de Achtung Baby como una señal más de que ya no eran el U2 de la década de 1980.
La gira comenzó en febrero de 1992 y abarcó 157 espectáculos durante casi dos años. Durante un descanso de seis meses, la banda grabó el álbum Zooropa, que fue lanzado en julio de 1993. Fue inspirado por Zoo TV y se expandió en sus temas de tecnología y sobresaturación de medios. Cuando la gira concluyó en diciembre de 1993, U2 había tocado para aproximadamente 5.3 millones de fanáticos. En 2002, la revista Q dijo que el Zoo TV Tour era "la gira de rock más espectacular realizada por cualquier banda". El concierto de la gira del 27 de noviembre de 1993 en Sídney fue filmado y lanzado comercialmente como Zoo TV: Live from Sídney por PolyGram en mayo de 1994.

## Legado
Achtung Baby está certificado 8 × platino en los EE. UU. Por la RIAA, y según Nielsen Soundscan, el álbum había vendido 5,5 millones de copias en el país en marzo de 2009. El registro ha sido certificado 5 × platino en Australia, 4 × platino en el Reino Unido, y diamante en Canadá, el premio más alto de certificación. En total, se han vendido 18 millones de copias en todo el mundo. Es el segundo récord más vendido de U2 después de The Joshua Tree, que ha vendido 25 millones de copias. Para la banda, Achtung Baby fue un hito que aseguró su futuro creativo y su éxito llevó a la experimentación musical continua del grupo durante la década de 1990. Zooropa, lanzado en 1993, fue una nueva partida para la banda, incorporando influencias adicionales de música dance y efectos electrónicos en su sonido. En 1995, U2 y Brian Eno colaboraron en el álbum experimental / ambiental Original Soundtracks 1 bajo el seudónimo "Passengers". Para Pop en 1997, las experiencias del grupo con la cultura del club de baile y su uso de bucles de cinta, programación, secuencia de ritmo y muestreo dieron como resultado su álbum más orientado al baile.
El registro es muy apreciado entre los miembros de U2. Mullen dijo: "Pensé que era un gran disco. Estaba muy orgulloso de él. Su éxito no fue predestinado de ninguna manera. Fue un verdadero descanso de lo que habíamos hecho antes y no sabíamos si a nuestros fans les gustaría". o no ". Bono llamó al álbum un" punto crucial "en la carrera de la banda y dijo:" Hacer que Achtung Baby sea la razón por la que todavía estamos aquí ahora ". Clayton estuvo de acuerdo y dijo:" Si no hubiéramos tenido. No hicimos algo que nos entusiasmara, que nos pusiera aprensivos y desafiara todo lo que defendíamos, entonces realmente no habría habido ninguna razón para continuar ... Si no hubiera sido un gran récord para nuestros estándares, la existencia de la banda habría sido amenazada ". La reinvención del grupo ocurrió en la cima del movimiento de rock alternativo, cuando el género estaba alcanzando una popularidad generalizada. Bill Flanagan señaló que muchos de los contemporáneos de U2 en la década de 1980 tuvieron problemas comerciales con los álbumes lanzados después del cambio de década. Sostuvo que U2, sin embargo, pudo aprovechar el movimiento de rock alternativo y garantizar un futuro exitoso al "establecerse como el primero de los nuevos grupos en lugar de ser el último de los antiguos".
Toby Creswell se hizo eco de estos sentimientos en su libro de referencia musical de 2006 1001 Songs, y escribió que el álbum ayudó a U2 a evitar "convertirse en parodias de sí mismos y ser barridos por las revoluciones grunge y techno". AllMusic llamó al álbum "un momento crucial para el dance-rock, sucediendo al final del juego, pero mostrando que incluso la banda más grande del mundo tenía un ojo puesto en la pista de baile", mientras que Uncut escribió que U2 "ignoraba alegremente a ambos grunge y Britpop y se reinventaron con el dance-rock postmoderno de Achtung Baby ". Una retrospectiva de 2010 de Spin dijo que "U2 se convirtió en la banda emblemática de la era del rock alternativo con Achtung Baby".
Achtung Baby ha sido aclamado por escritores y críticos de música como uno de los mejores álbumes de todos los tiempos; según Acclaimed Music, es el 80.º récord mejor clasificado en las listas de críticos. En 1997, The Guardian recopiló datos mundiales de una serie de críticos, artistas y DJ de radio de renombre, que colocaron el disco en el número 71 en una lista de los "100 mejores álbumes de la historia". El récord ocupó el puesto 36 en el libro de Colin Larkin 2000 All Time Top 1000 Albums. En 2003, la National Association of Recording Merchandisers lo clasificó en el número 45 en su lista "Definitive 200", mientras que USA Today lo incluyó en su lista de los 40 mejores álbumes de todos los tiempos. Tres años más tarde, el álbum apareció en varias listas de todos los tiempos, incluyendo "Los 100 mejores álbumes de la historia" de Hot Press en el número 21, La lista de "Los 100 álbumes de todos los tiempos" de Time y el libro 1001 álbumes que debes escuchar antes de morir. VH1 lo ubicó en el puesto 65 en el episodio "Los 100 mejores álbumes de rock & roll" de su serie The Greatest. Rolling Stone colocó el récord en el número 63 en su lista de 2012 de "Los 500 mejores álbumes de todos los tiempos", calificándola de "una mezcla profética de rock elegante y ritmos vibrantes de Euro" mientras decía "la agitación emocional hizo que U2 sonara más humano que nunca".
La lista 2013 de Entertainment Weekly de los álbumes "All-Time Greatest" ocupó el récord 23.º, diciendo que en lugar de "costearse para siempre en la narración cinematográfica que dominaron en The Joshua Tree", el grupo "rompió la regla" libro "con Achtung Baby. El registro encabezó la lista de Spin de los 125 álbumes más influyentes de 1985 a 2010; El escritor Charles Aaron dijo: "A diferencia de Radiohead con OK Computer y Kid A, U2 tomó su desilusión postindustrial y tradicional no como un símbolo de malestar cultural general, sino como un desafío para animarse y trascender ... Luchando a la vez abrazar y volar el mundo, nunca fueron más inspiradores ".
En una revisión retrospectiva de AllMusic, Stephen Thomas Erlewine elogió la transformación musical de la banda como "completa", "efectiva" e "infinitamente inventiva". Erlewine concluyó que pocos artistas en esa etapa de su carrera podrían haber "grabado un álbum tan aventurero o haber cumplido sus ambiciones con tanto éxito como U2 [lo hizo]". Sin embargo, Christgau no se mostró impresionado por el álbum y reflexionó en retrospectiva: "Después de muchos, muchos intentos, Achtung Baby todavía me sonó como un álbum U2 condenadamente difuso, y lo puse en el pasillo sin poder describir una sola canción".

## Reediciones

### Lanzamientos del 20 aniversario
El vigésimo aniversario de Achtung Baby estuvo marcado por varios lanzamientos en 2011. A pedido de la banda, se produjo un documental sobre el álbum titulado From the Sky Down. Fue dirigida por Davis Guggenheim, quien anteriormente colaboró con The Edge para el documental It Might Get Loud en 2008. De Sky Down documenta el difícil período de grabación del álbum, las relaciones de los miembros de la banda y el proceso creativo de U2. Imágenes de archivo y fotos de las sesiones de grabación aparecen en la película, junto con escenas inéditas de Rattle and Hum. Para el documental, la banda fue filmada durante una visita de regreso a Hansa Studios y durante los ensayos para el Festival de Glastonbury 2011. La película se estrenó en el Festival Internacional de Cine de Toronto 2011, convirtiéndose en el primer documental en abrir el festival, y en octubre, se transmitió en múltiples cadenas de televisión de todo el mundo.
El 31 de octubre de 2011, Achtung Baby fue reeditado en cinco formatos. Además del lanzamiento de un solo disco del álbum, una edición de lujo incluyó un disco adicional de remixes y lados B de los cinco singles del álbum, y una edición de vinilo incluyó el álbum en dos LP con dos LP adicionales de remixes. Las ediciones de 10 discos "Super Deluxe" y "Über Deluxe" incluyeron: el álbum Zooropa; tres CD adicionales con remixes, lados B y tomas extraídas; un disco de "jardín de infantes" con versiones incipientes de las 12 canciones de Achtung Baby; cuatro DVD que contienen From the Sky Down, el Zoo TV: película en vivo del concierto de Sídney , videos musicales y otro material adicional; 16 impresiones artísticas; y un libro de tapa dura. La edición "Über Deluxe" también contiene una copia de doble vinilo del álbum, cinco singles de vinilo de 7 pulgadas, una copia de la revista Propaganda del club de admiradores de U2 y una réplica de las gafas de sol "Fly" de Bono. Los medios informaron inicialmente que la reedición era una liberación remasterizada. Sin embargo, el sitio web oficial de la nueva emisión inicialmente excluyó cualquier mención de "remasterización" antes de agregarlo y luego eliminarlo. The Edge confirmó que el álbum no fue completamente remasterizado ya que "el original era tan correcto" y mucho "el arte había entrado en el ecualizador original", pero dijo que fueron capaces de "optimizarlo ... ajustar los niveles, darle un poco de esmalte ". "Blow Your House Down", un outtake incluido en las ediciones de lujo, fue lanzado como un sencillo promocional en octubre de 2011.
Q encargó un álbum tributo a Achtung Baby, titulado AHK-toong BAY-bi Covered, que se incluyó en la edición de diciembre de 2011 de la revista. Presenta actuaciones de Jack White, Depeche Mode, Damien Rice, Gavin Friday, Glasvegas, The Fray, Patti Smith, The Killers, Snow Patrol, Nine Inch Nails y Garbage.

### Reedición de vinilo 2018
Continuando con una campaña de U2 para volver a emitir todos sus discos en vinilo, Achtung Baby fue relanzado en dos discos de vinilo de 180 gramos el 27 de julio de 2018. A diferencia de la reedición de 2011, el álbum fue remasterizado para su reedición de 2018, con la dirección de The Edge. Cada copia incluye una tarjeta de descarga que se puede utilizar para canjear una copia digital del álbum.

## Lista de canciones
Todas las canciones compuestas por U2.
1. "Zoo Station" – 4:36
2. "Even Better Than the Real Thing" – 3:41
3. "One" – 4:36
4. "Until the End of the World" – 4:39
5. "Who's Gonna Ride Your Wild Horses" – 5:16
6. "So Cruel" – 5:49
7. "The Fly" – 4:29
8. "Mysterious Ways" – 4:04
9. "Tryin' to Throw Your Arms Around the World" – 3:53
10. "Ultraviolet (Light My Way)" – 5:31
11. "Acrobat" – 4:30
12. "Love Is Blindness" – 4:23

## Fechas de lanzamiento
- 18/11/1991: Lanzamiento mundial.
- 19/11/1991: Polygram publicó el álbum en  Argentina y  Brasil exclusivamente.

## Video
En 1992 salió en formato VHS el compilado Achtung Baby: The videos, the cameos and whole lot of interference from Zoo TV (Achtung Baby: Los videos, cameos y un montón de interferencia desde el Zoo TV), que recopila casi todos los clips promocionales del álbum, más un documental que incluye un resumen de la trayectoria previa del grupo, entrevistas sobre la grabación del disco y extractos de conciertos.

### Lista de canciones
1. "Zoo Station (Primera Interferencia)"
2. "Even Better Than The Real Thing" – dirigido por Kevin Godley
3. "One (Segunda Interferencia)"
4. "Mysterious Ways" – dirigido por Stéphane Sednaoui
5. "One" (Version 1) – dirigido por Anton Corbijn
6. "The Fly" – dirigido por Ritchie Smyth y Jon Klein
7. "Mysterious Ways (Tercera Interferencia)"
8. "Even Better Than The Real Thing" (Dance Mix) – dirigido porKevin Godley
9. "One" (Version 2) – dirigido por Mark Pellington
10. "Even Better Than The Real Thing" – dirigido por Armando Gallo y Kampah
11. "One" (Version 3) – dirigido por Phil Joanou
12. "Until the End of the World" – dirigido por Ritchie Smyth

## Personal
- Bono: Voces y guitarra.
- The Edge: Guitarra, teclados, arreglos de sesión de cuerdas (en "So Cruel") y voces.
- Adam Clayton: Bajo.
- Larry Mullen: Batería y percusión.
- Brian Eno: Teclados adicionales, arreglos de sesión de cuerdas (en "So Cruel") y producción.
- Daniel Lanois: Guitarras y percusión adicionales y producción.
- Steve Lillywhite: Producción y mezclas adicionales.
- Paul Barrett: Ingeniero de grabación.
- Robbie Adams: Ingeniero de grabación y mezclas.
- Shannon Strong: Ingeniera de grabación y mezclas.
- Flood: Ingeniero de grabación y mezclas.
- Sean Leonard: Mezclas.
- La Duquesa Neil Catchpole: Violín y viola en "So Cruel".